# Peperomia gabinetensis
Peperomia gabinetensis är en pepparväxtart som beskrevs av Trel. & Yunck.. Peperomia gabinetensis ingår i släktet peperomior, och familjen pepparväxter. Inga underarter finns listade i Catalogue of Life.